# Slavko Ćulibrk
Slavko Ćulibrk [Slavko Čulibrk] (srbskou cyrilicí Славко Ћулибрк; * 21. března 1986, Kikinda) je srbský fotbalový obránce od roku 2014 působící v bosenském klubu FK Drina Zvornik.
Mimo Srbska (resp. Srbska a Černé Hory) působil v Makedonii a Bosně a Hercegovině.